# Macig Labdrön

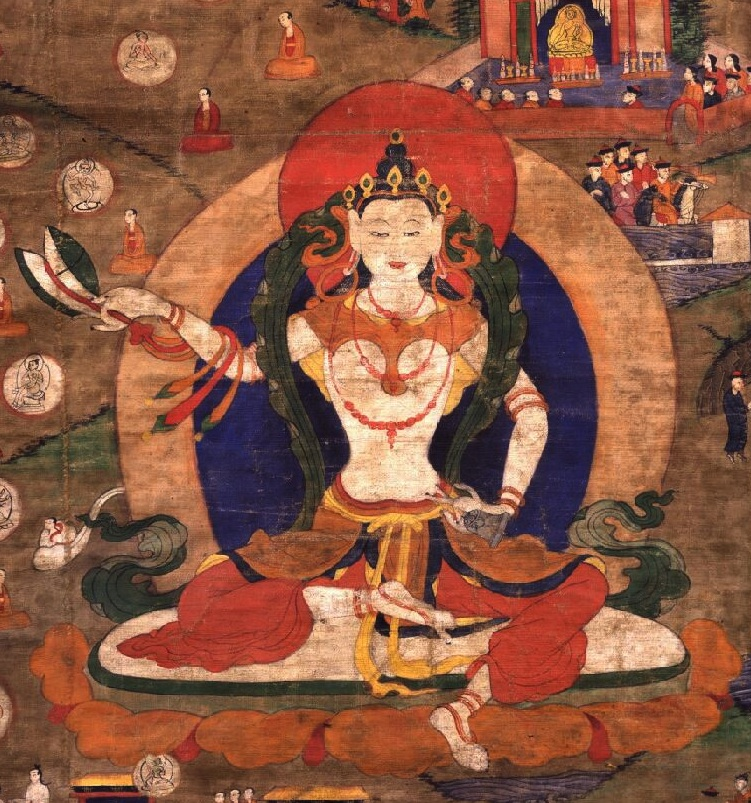
Macig Labdrön

Macig Labdrön (tib.: ma gcig lab sgron; auch: Machig Labdrön, Machik Labdron, Machig Labdron, Machig Lapdron; geb. 11. Jahrhundert in Tsang, Lhokha; gest. 12. Jahrhundert) war eine bedeutende Yogini des Buddhismus in Tibet, die vor allem mit der Verbreitung der Cö-Lehre in Verbindung gebracht wird. Cö zielt auf das Abschneiden der Ego-Anhaftung, die als Wurzel weltlichen Leidens gilt.
Macig Labdrön wurde als Reinkarnation der Yeshe Tshogyel, sowie als Emanation der Tara angesehen und wird in der Ikonografie oft mit den Attributen einer Dakini dargestellt. Als ihr Hauptlehrer gilt der indische Mahasiddha Phadampa Sanggye (tib.: pha dam pa sangs rgyas), der auch als Reinkarnation des Padmasambhava angesehen wurde. 
Phadampa nannte sie u. a. Vajra-Dämonen-Bezwingerin (tib.: rdo rje bdud 'dul chen mo).
Tsültrim Allione unterscheidet drei Hauptlinien in Form mündlicher Lehren die an Macig Labdrön übermittelt wurden: 
1. Gyütab: Die Linie der sutrischen Lehren über Buddha/Manjushri/Nagarjuna/Aryadeva/Aryadeva Brahmin/Phadampa/Chö Shakya Yeshe/Sönam Lama und Onkel Khudbonan an Macig Labdrön übermittelt.
2. Sherabgyü: Über Yum Chenmo („Große Mutter“)/Tara/Sukhasiddhi/Brahmin Aryadeva/Phadampa Sanggye und Sönam Lama an Macig Labdrön übermittelt.
3. Zungjug: Über Yum Chenmo/Buddha Shakyamuni/Arya Tara/Manjushri Arya Deva/Phadampa Sanggye und Sönam Lama an Macig Labdrön übermittelt.[4]